# 遠心式圧縮機

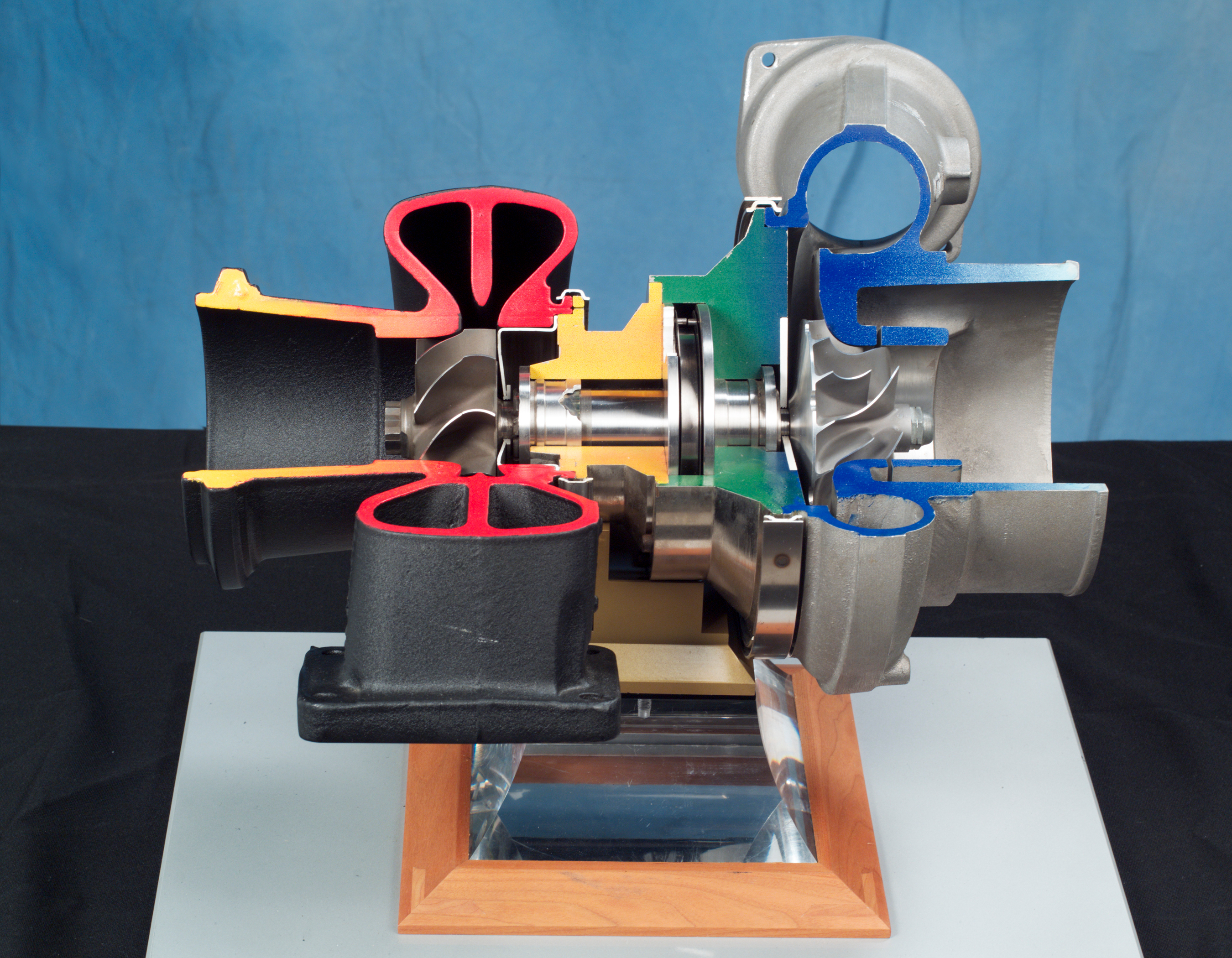
ターボチャージャーのカットモデル。青い部分が遠心式圧縮機として働く。

遠心式圧縮機（えんしんしきあっしゅくき、英: centrifugal compressor、英: impeller compressorまたは radial compressor）とは、気体を羽根車からディフューザーに流し遠心方向（径方向）に徐々に減速させることにより、運動エネルギーの変換が行われる圧縮機である。遠心圧縮機、遠心コンプレッサーともいう。

## 概要
ターボ圧縮機に分類され、多段化は難しいものの1段あたりの圧力比が大きいことが特徴である。通常は、静圧上昇の半分は羽根車で行い、残りはディフューザーで上昇するように設計する。作動原理は連続的なエネルギー変換であり、気体は羽根車によってトルクを与えられて増速・増圧し、ディフューザー効果によって更に昇圧する。
用途は、天然ガスのパイプラインの圧送用、大型冷凍機、空気分離装置、大型空気圧縮機、航空機用のジェットエンジンなど様々である。
一般的にジェットエンジンの文脈で解説されることが多い。ガスタービン以外では多段式のものも多く存在し、各段で水冷による中間冷却が行われる。この場合の動力には蒸気タービンや電気モーターが使用され、増速ギアを介して羽根車を駆動する。
航空機エンジン用など圧縮機内の流速が速い場合、圧縮効率の観点から衝撃波の発生を抑える必要があり、流路内のマッハ数は0.8程度に抑え、圧縮機出口の流速は90m/s程度になるように設計する。遠心式羽根車（インペラー）の設計においては、3次元CADの登場や5軸加工の進歩などによって流路の3次元化が進み、CFD（数値流体力学）による設計開発が盛んである。

## 構成

### 流体要素
羽根車
流体にトルクを与える要素である。目的に合わせて径向き羽根、後向き羽根が使用される。翼の上にシュラウド（覆い）が付いているものも有る。流路面積は通常、底面では末広がりだが翼の高さは低くなっていくので全体としてそれほど拡散胴にはなっていない。流れは三次元的に曲がっており速度および圧力分布は極めて複雑である。よって効率のよい流れを求めて流れの視覚化技術やCFD解析技術の向上も模索されている。特徴として更に、流れに垂直な方向にも圧力勾配が生じている。これは回転系から見ると「コリオリの力」と「流線曲率の定理」の影響による圧力勾配が生じるためで、その結果翼の両側に圧力差が生じている。羽根車出口の周速は遷音速（せんおんそく）に達しているものもあるが、流速はスリップと呼ばれる現象などの要因によって減速しディフューザー入り口ではマッハ0.8程度の高亜音速になるように設計される。加工方法は切削加工、精密鋳造、鍛造などがあり所要の目的に応じて選択され、材料はチタン合金やアルミ合金が使用される。
固定流路
流れを整流するケーシングやガイド、減速して昇圧するためのディフューザーなどの要素である。流れを転向あるいは変速させる所に翼型を用いるのは、流れの剥離すなわち圧力損失を抑えるためである。その他の流路形状によっても様々な損失が有り精度良く見積もることが重要である。例として吸込み流路、戻り流路、案内羽根、クロスオーバー、円形翼列、案内羽根なしディフューザー、ボリュート（スクロール）などがある。

### 機械要素
様々なものがある中、特に重要な要素を挙げると、大きな荷重を受ける軸受、漏れを抑える軸封装置、ガイドベーンを動かすリンク機構などがある。

### 機械構造
- 圧縮機本体
- 増速歯車装置
- 流量制御装置
- 給油装置
- 冷却器
- その他：必要に応じて脱湿装置など

## 軸流式圧縮機との比較 （航空用）
第二次世界大戦中より本格的な開発が始まったターボジェットエンジンに関して、その圧縮機に注目するとイギリスは遠心式、ドイツは軸流式が中心であった。その後、遠心式はチタン合金の登場や航空技術の進歩とあいまって大きな圧力比が実現できるようになった。以下、航空用の観点からもう一方の代表的な圧縮方式である軸流式圧縮機との比較で記述する。

### 優位な点
- 小型化しても効率は軸流式ほど落ちないので補助動力装置（APU）等の小型の用途に用いられる。
- 部品点数が少ないので軽量化、コストダウンに適している。また回転数が変動しても効率は軸流式ほど変動せず、同じ圧力比なら長さを短くする事ができるため小型機のエンジンとしては適している。
- 軸流では問題になりやすいサージングが発生しにくい。
- 異物の吸入による損傷に強く、翼表面の付着物による性能劣化が穏やかである。
- 所定の回転数で作動可能な流量範囲が広く、タービンとのマッチングがしやすい。

### 不利な点
- 同じ正面面積の軸流式圧縮機より流量が少ない。
- 圧力比を上げるには多段化する必要があるが、構造上、多段化が難しいため、多くは単段である[注 7]。
- 多段化せずに圧力比や推力を増やす為に圧縮機の直径を大きくすると空気抵抗が問題となり、回転数を高めると、遠心力の増大に対する強度の問題が生じる。
- 大型化した際には重量の増加も著しく、大出力エンジンにおいては軸流式との大差が無くなるばかりか、軸の一点に荷重が集中してバランスを損ねる。さらに大径化によって空気抵抗も増加する[注 8]。このため、小型、軽量化に適した遠心圧縮式の利点を必要としながら、1段のみで圧力比が不足する場合でも、遠心式を多段化するケースは少なく、最終1段のみを遠心式とし、その前に軸流式を数段配置した併用型が多くを占めている[注 9]。
- 流入した気体の流れを途中で90度曲げるので気体がスムーズに流れず、流路で損失が生じる。
- 羽根車の翼（ベーン）は高圧には強いが、その一方で遠心力によるストレス（金属疲労）が圧縮機の安全性と耐用年数の限界となる。

## 用途
- パイプラインにおける天然ガスの圧送
- 石油化学プラントにおける気体圧送
- 遠心冷凍機
- 大型空気圧縮機
- 空調機器
- 空気分離装置
- ガスタービン
  - 航空機の与圧機、補助動力装置(APU)
- レシプロ機関のターボ過給機
- ロケットエンジンのターボポンプ